# Peach
Peach (с англ. — «персик») — британская арт-метал-группа, существовавшая в период с 1991 по 1995 годы.

## История
Наиболее известны благодаря участию в группе бас-гитариста Джастина Ченселлора, будущего музыканта группы Tool. В начале 1990-х годов Peach издали на лейбле Mad Minute Records несколько синглов и миниальбомов, а в 1994 году — единственный полноформатный студийный альбом Giving Birth to a Stone. 
В 1995 году несколько участников Peach покинули коллектив, и группа изменила название на Sterling. Среди тех, кто покинул группу, был и Джастин Ченселлор, которому вскоре предложили заменить оригинального бас-гитариста Tool Пола Д’Амура. Ченселлор согласился и принял участие в записи второго альбома Tool Aenima, который сделал группу всемирно известной. Что касается Sterling, коллектив выпустил студийный альбом Monster Lingo и четыре сингла. 
В 2000 году единственный альбом Peach Giving Birth to a Stone был переиздан на инди-лейбле Vile Beat Records. Автором обновлённого оформления альбома стал гитарист Tool Адам Джонс.
Впоследствии бывшие участники Peach Саймон Оукс и Роб Хэвис сформировали группу Suns of the Tundra.

## Влияние
Когда Чанселлор ушёл играть в Tool, это кардинально изменило их. Из группы, играющей гранж, они превратились в прог-метал-группу. Их музыка стала мрачнее и таинственнее, что в дальнейшем повлияло не только на сторонние проекты Tool, такие, как, например, A Perfect Circle, Puscifer, но даже на Limp Bizkit, так как Tool — любимая группа Фреда Дёрста. Во время выступлений Tool музыканты не раз исполняли кавер-версии песен Peach. В 2000 году Tool выпустили бокс-сет Salival, в который вошёл кавер на песню Peach You Lied.

## Дискография

### Peach

#### LP
- 1994 — Giving a Birth to a Stone
- 2000 — Giving a Birth to a Stone (переиздание)

#### Синглы
- 1992 — Don’t Make Me Your God
- 1993 — Burn
- 1994 — Spasm

#### Демо и EP
- 1991 — Flow with the Tide
- 1992 — Disappeared Here

### Suns of the Tundra

#### LP
- 2004 — Suns of the Tundra
- 2006 — Tunguska

#### EP
- 2009 — Illuminate